# Самборский государственный педагогический колледж
Самборский государственный педагогический колледж им. Ивана Филипчака (укр. Самбірський державний педагогічний коледж імені Івана Филипчака) - высшее учебное заведение в городе Самбор Львовской области Украины.

## История
Педагогическая школа в районном центре Самбор Самборского района Дрогобычской области УССР была открыта в октябре 1939 года в соответствии с планами по ликвидации неграмотности, предусмотренными третьим пятилетним планом развития народного хозяйства СССР (помимо открытой в здании польской женской гимназии педагогической школы, во всех школах было введено бесплатное обучение, а кроме того, в Самборе были организованы десять групп ликвидации неграмотности среди взрослого населения). В 1939/1940 учебном году в педагогической школе обучались 120 студентов, в 1940/1941 учебном году - 180 студентов.
В ходе Великой Отечественной войны с 29 июня 1941 года до 7 августа 1944 года Самбор был оккупирован немецкими войсками. При отступлении гитлеровцы сожгли, разрушили и взорвали свыше 500 зданий и строений (в том числе, городскую электростанцию и промышленные предприятия), библиотеки были разграблены (их книжный фонд оказался уничтожен или утрачен практически полностью). Общий убыток городскому хозяйству составил 10,7 млн. рублей, однако вскоре после освобождения города началось его восстановление.
Уже осенью 1944 года средне-специальное учебное заведение возобновило работу как Самборское педагогическое училище.
15 марта 1999 года Кабинет министров Украины присвоил Самборскому педагогическому училищу имя Ивана Филипчака.
11 июля 2002 года решением Львовского областного совета училище было реорганизовано в педагогический колледж.

## Современное состояние
Самборский государственный педагогический колледж представляет собой высшее учебное образовательное учреждение I-II уровня аккредитации, которое осуществляет подготовку учителей младших классов, работников дошкольных образовательных учреждений и делопроизводителей.